# منزل الما كروسبي
منزل ألما كروسبي (بالإنجليزية: Alma Crosby House) هو منزل تاريخي يقع في سبرينغفيل، يوتا، الولايات المتحدة. بُني المنزل عام 1880، وأُدرج في السجل الوطني للأماكن التاريخية في 21 يناير 1993.

## تاريخيا
تم بناء المنزل باستخدام الطوب، ويُعتبر مثالًا على الأسلوب المعماري السكني الذي كان شائعًا في أواخر القرن التاسع عشر في ولاية يوتا. يتميز المنزل بتفاصيله المعمارية البسيطة والمتناظرة، مع سقف جملوني مزدوج وانفتاح على الواجهة الأمامية. ويُعتقد أن ألما كروسبي، الذي سُمّي المنزل باسمه، كان شخصية محلية بارزة في المجتمع في تلك الفترة.
يشكل المنزل اليوم جزء من التراث التاريخي لمدينة سبرينغفيل، ويُقدَّر لقيمته المعمارية وتاريخه المرتبط بالمستوطنين الأوائل في المنطقة. إدراجه في السجل الوطني للأماكن التاريخية يُساهم في الحفاظ عليه كجزء من الهوية الثقافية للمدينة.
يُستخدم المنزل حاليًا لأغراض خاصة ولم يُفتتح للعامة بشكل رسمي كمعلم سياحي، إلا أن موقعه وتصميمه يجعلان منه نقطة اهتمام في الجولة التاريخية للمدينة.

## انظر ايضا
منزل صموئيل جاكسون